# わたしのスイート・スター
『わたしのスイート・スター』（原題：你照亮我星球）は台湾のテレビドラマ。
2014年6月1日から2014年10月12日まで台湾の民視で放送された。日本では2015年5月11日から2015年8月までDATVで放送された。全31話。

## あらすじ
人気俳優のリウ・チョンウェイ（劉城偉）は、自分自身と演技上の自分の葛藤が続いていた。度重なる共演の恋人チャン・マンリン（章曼玲）にも俺自身と演技上の自分の区別がついてるのかと聞く。
マンリンにもすっかり冷たくなったチョンウェイは、自分の世界に閉じこもり自分の妄想の中の少女にはまっていく。
自分を見失いかけていたチョンウェイは、妄想の少女そっくりなユエン・イーファン（袁怡芳）と撮影に非協力的なチョンウェイの代役ウー・チュンション（吳春生）の登場、そして献身的に支えるマンリンたちの力で自分を取り戻すことができるのか。

## エピソード・サブタイトル
全31話
| 各話   | サブタイトル              |
| ------ | ------------------------- |
| 第1話  | 君は宇宙人の存在を信じる? |
| 第2話  | 2人の関係                 |
| 第3話  | 崩壊の足音                |
| 第4話  | それぞれの夜              |
| 第5話  | 離ればなれの2人           |
| 第6話  | かつての愛情              |
| 第7話  | 心の穴                    |
| 第8話  | 新たな門出                |
| 第9話  | 少女の正体                |
| 第10話 | 孤立と嫉妬                |
| 第11話 | 星の卵たちの出発          |
| 第12話 | 挫折の先                  |
| 第13話 | 別人だとしても            |
| 第14話 | 親友が遺した想い          |
| 第15話 | ワニを求めて              |
| 第16話 | 裏切り                    |
| 第17話 | 飛び立つ決心              |
| 第18話 | 一人旅へ                  |
| 第19話 | 変わりつつある2人         |
| 第20話 | 突然のキス                |
| 第21話 | 帰郷                      |
| 第22話 | 出せなかった勇気          |
| 第23話 | 昨日との決別              |
| 第24話 | 再起をかけて              |
| 第25話 | 偽物のリアル              |
| 第26話 | 同情か愛情か              |
| 第27話 | 最悪の幕切れ              |
| 第28話 | それぞれの愛の形          |
| 第29話 | ゼロに戻って              |
| 第30話 | 演じる喜び                |
| 第31話 | 君が俺の世界を照らす      |

## キャスト
| 役名                          | 俳優名                        | 役柄 |
| ----------------------------- | ----------------------------- | --- |
| リウ・チョンウェイ （劉城偉） | 鄭元暢 （ジョセフ・チェン）   | “太陽”と呼ばれるトップスター、対人恐怖症                                                                                      |
| チャン・マンリン （章曼玲）   | 張鈞甯 （チャン・チュンニン） | 子役上がりの女優 チョンウェイとの共演がシリーズ化している                                                                     |
| ユエン・イーファン （袁怡芳） | 孟耿如 （モン・ガンルー）     | チュンションの住む部屋の持ち主、バラエティーのAD                                                                              |
| チェン・ユンルー （陳韻茹）   | 孟耿如 （モン・ガンルー）     | チョンウェイが高校時代に想いをよせていた同級生で学校のマドンナ チョンウェイの妄想の中の人物、チョンウェイが孤独な時に出現する |
| ウー・チュンション （吳春生） | 邱昊奇 （デビッド・チウ）     | マンリンの大ファン、脚本家を志している                                                                                        |
| ディン・ユービン （丁禹彬）   | 王陽明 （サニー・ワン）       | 7年前にもマンリンと共演した。共演者を本気で愛する                                                                             |
| ユー・シャオバイ （游小白）   | 游小白 （ユー・シャオバイ）   | チョンウェイの付き人、ジョリン・ツァイのファン                                                                                |
| ユエユエ （月月）             | 任淇 （ジェイミー・レン）     | マンリンの付き人 |
| ウー・タオ （吳滔）           | 梁正群 （ダニー・リャン）     | スイート プラネットの監督 |
| リー・ションフェイ （李聖芬） | 夏如芝 （チェリー・シア）     | スイートシリーズのプロデューサー、ウー・タオの妻                                                                              |
| ショウショウ （瘦瘦姐）       | 元秋 （ユン・チウ）           | 天下娛樂社長、昔はスタントマン                                                                                                |
| チェン・ワンジン （陳萬金）   | 金士傑 （ジン・シージエ）     | 自称・大スター芸能事務所社長                                                                                                  |
| ビーパン （B胖）              | 林育羣 （リン・ユーチュン）   | チェン・ワンジンの事務所スタッフ                                                                                              |
| イージエ （意潔）             | 李亦捷 （リー・イージェー）   | メイクのエイミーのアシスタント                                                                                                |
| シャンヤー （翔雅）           | 謝翔雅 （シルビア・シェ）     | 女優を目指すがスタイルがいいため他の事務所に売られる                                                                          |
| ハイ・ウービエン （海無邊）   | 黄立優 （レオ・ホァン）       | イーファンを好きになる |
| 福山雅治                      | 福山雅治 （本人役）           | 日本のスーパースター |

## スタッフ
- 監督 – 瞿友寧（チュウ・ヨウニン）

## 主題歌
オープニングテーマ
- 『彩虹黑洞』

歌 - MP魔幻力量
エンディングテーマ
- 『曉』

歌 - 福山雅治

## ソフトウェア

### DVD
販売元：アミューズソフト
- 「わたしのスイート・スターDVD‐BOX1」（2015年12月25日）
- 「わたしのスイート・スターDVD‐BOX2」（2016年1月27日）

## 日本国内放送局
| 放送地域 | 放送局 | 放送期間                  | 放送日時            | 放送系列 |
| -------- | ------ | ------------------------- | ------------------- | -------- |
| 日本全域 | DATV   | 2015年5月11日 - 2015年8月 | 毎週月曜 19時00分 - | CS放送   |